# Lika vasútvonal
A Lika vasútvonal (1912-es elnevezése dalmát államvasút) (horvátul: Lička pruga, németül: Lika-Bahn) egy 220 km hosszú, egyvágányú, nem villamosított vasútvonal Horvátországban. Ma használatos nevét a Lika tájegységről kapta. Megépítésére a magyar kormány 1904-ben, az Osztrák–Magyar Monarchia idején vállalt kötelezettséget, majd az építését 1912-ben törvénybe foglalták. Első szakaszát 1914-ben adták át, azonban a teljes kiépítésére már csak a Szerb–Horvát–Szlovén Királyság időszakában, 1925-ben került sor. Ma a Zágráb-Split közötti vasúti fővonal része.

## Története

### Kezdetek
Már az 1860-as években, többek között Bernhard von Wüllerstorf-Urbair altengernagy szorgalmazta a magántőke bevonásával Ausztria-Magyarország és Dalmácia közötti vasúti összeköttetés megteremtését. Fedezet hiányában azonban a beruházás elmaradt. Az 1870-es években Császári és Királyi Osztrák Államvasutak stratégiai okból kezdeményezte és 1877-re meg is valósította a Dalmáciai vasútvonalat. 1904-ben a magyar kormány kötelezettséget vállalt a vasútvonal megépítésére.
A vasutat ekkor a köznyelvben "dalmát vasút"nak nevezték.
1910. februárjában megjelent "Vasúti és Hajózási Hetilap" így írt a tervezett vasútépítésről:
"A magyar-dalmát vasút a Budapest-Fiume közötti állam- vasuti fővonal Ogulin állomásából kiágazóan a dalmátországi Knin állomásig fog vezetni, 220,0 km hosszban. Mellékágai lesznek Jezero-Bihács (53,6 km) és Vrhovine-Otocac (24,0 km). A most tervezés alatt álló uj vasút teherforgalmában nagy szerepet fog vinni a lika-krbava megyei, még feltáratlan erdők fatermése. Tekintetbe jön a Kiskapela hegység északkeleti, a Velebitnek keleti és a Pljesivica mindkét lejtjét boritó erdőség. Ebből a kincstár tulajdona, illetőleg kincstári kezelés alatt áll (gospici vagyonközség) 267.000 kat. hold, az ogulini és otoéaci vagyonközségé 133.000 kat. hold. Ennek a 400.000 holdnyi erdőségnek legnagyobb része azonban karstjellegü sziklás és cserjés hely, ugy hogy a rendszeres kezelés alá vonható terület csak 120.000 kat. holdra tehető. Ezeknek az erdőségeknek a termékei a jelenlegi primitív szállítási eszközök mellett kivétel nélkül a tengerre gravitálnak s azokat Zenggből és Carlopagoból, továbbá Sveti Juraj (Portó San Giorgio) és Jarblanac e czélra épült fakikötőkből áfában szegény Dalmácziába s részben Olaszhonba szállítják. Hazánk belsejébe a fatermékekből a nagy távolság miatt még semmi sem jutott. Valószínű, hogy a vasút megnyíltával a Velebit keleti oldalán lévő erdőségek termékeit ugy mint eddig, a hegység nyugati oldalára a tengerre fogják fuvarszekereken átszállítani; ellenben a Velebit déli részén, Graeac körül lévő erdők fája az uj vasúton Dalmácziába, a Kapela őserdőinek fája pedig az új vonalon Fiume felé fog exportot keresni. A földmivelésügyi minisztérium nyilt farakhelyek építését a következő állomásokon kérte: A fővonalon: Munjava, Jezero, Jezenica, Javornik, Rudopolje, Vrhovine (itt állami fürésztelep lesz), Studenci, Lovinac és Zrmanjén. A bihači szárnyvonalon: Drezniken és Zavaljen. Az otočaci szárnyvonalon: Doljanin."
A vasútépítést finanszírozási nehézségek lassították.
Beöthy László kereskedelmi miniszter 1912. június 22-ei parlamenti beszédében így fogalmazott: "A kormány kereste a módot, hogy a vállalt föladatot mikép lehet az állam érdekében legelőnyösebben megoldani. A konzorcziumnak előjoga volt e vasút építésére s így e tekintetben a kormány keze meg volt kötve. De nem fogadhatta el a kormány az előző kormány s a bankcsoport közt kötött megállapodás egyes pontjait, legfőképen azért nem, mert a magyar kormánynak nem lett volna szabad keze a tarifa ügyében. A kormány elsősorban arra igyekezett rábírni a bankcsoportot, hogy előjogáról mondjon le, és hogy az állam építhesse meg ezt a vonalat. A bankcsoport azonban nem mondott le a szerződésben biztosított előnyről, ennél fogva tárgyalni kellett vele a kormánynak, annál is inkább, mert a kincstári jogügyi igazgatóság véleménye szerint az állam ki volt téve annak, hogy egy kétes kimenetelű költséges pert idéz elő."
Az 1912-ben megfogalmazott: "Az Ogulintól Knin irányában létesitendő államvasuti vonal megépitéséről szóló 1912. évi XLVIII. törvénycikk" alapján döntöttek arról, hogy az Ogulintól az akkori dalmát határig, Kninig 206 kilométer hosszú, másodrendű fővonalat építenek hat és fél év alatt, 97 500 000 korona költséggel. Az 1914. évi VII. törvénycikk módosította 1912. évi XLVIII. törvénycikk 4. §-át.

### 1914-1925. közötti kiépítése
Az egyes szakaszok építését a pénzügyi finanszírozás rendezését követően a nehéz terep és az I. világháború kitörése lassította. 1914-ben az első 26 km-es szakaszt adtak át északról dél felé haladva, majd még 1918-ig további 42 km készült el. A pálya befejezésére már a Szerb–Horvát–Szlovén Királyság idején került sor 1925-ben.
| Szakasz           | Átadás dátuma     |
| ----------------- | ----------------- |
| Oštarije – Plaški | 1914. október 14. |
| Plaški – Vrhovine | 1918. június 12.  |
| Vrhovine – Gospić | 1920. március 23. |
| Gospić – Gračac   | 1922. június 15.  |
| Gračac – Knin     | 1925. július 25.  |

A gőzüzemet az 1960-as évek legelején váltotta fel a dízelüzem.

### Jelenkor
Horvátország függetlenségét követően 1991-től az újonnan alapított vasúttársaság, a Hrvatske željeznice (Hž) vette át a vonalat. A délszláv háborúban a pálya megsérült, elpusztult, vagy részben járhatatlanná vált. 1991-1995 között a knini szakadár kormány ellenőrzése alá került a vonal, mint a Szerb Krajinai Köztársaság része.
A forgalom számára 2001-ben került újbóli megnyitásra. A vasútvonal ma a Ogulin–Knin–Split-fővonalának része.
2004. decemberi menetrend váltástól DB 612 billenőszekrényes járművek közlekednek Zágráb–Split-viszonylatban. A 2014-es menetrend szerint Zágráb főpályaudvar és Split között több, mint 6 óra alatt teszik meg a szerelvények az utat, ebből majd 3-4 óra az Ogulin–Knin-szakasz.
A vasútvonalat vette igénybe a Budapestről Splitbe tartó Maestral nemzetközi gyorsvonat is.

## Fordítás
- Ez a szócikk részben vagy egészben  a   Lika-Bahn című német Wikipédia-szócikk ezen változatának fordításán alapul.  Az eredeti cikk szerkesztőit annak laptörténete sorolja fel. Ez a jelzés csupán a megfogalmazás eredetét és a szerzői jogokat jelzi, nem szolgál a cikkben szereplő információk forrásmegjelöléseként.